# Warabi
Warabi (japanska: 蕨市?, Warabi-shi) är en stad i Saitama prefektur i Japan. Staden fick stadsrättigheter 1959.